# Tracto solitario
El tracto solitario (latín: tractus solitarius o fasciculus solitarius) es un haz compacto de fibras que se extiende longitudinalmente a través de la región posterolateral de la médula. El tracto solitario está rodeado por el núcleo del tracto solitario y desciende a los segmentos cervicales superiores de la médula espinal. Fue nombrado por Theodor Meynert en 1872.

## Composición
El tracto solitario está formado por fibras sensoriales primarias y fibras descendentes del nervio vago, glosofaríngeo y facial.

## Función
El tracto solitario transmite información aferente de receptores de estiramiento y quimiorreceptores en las paredes de los tractos cardiovascular, respiratorio e intestinal. Las fibras aferentes de los nervios craneales VII, IX y X transmiten sabor (fibras aferentes viscerales especiales) en su porción rostral, y sentido visceral general (fibras aferentes viscerales generales) en su parte caudal. Las papilas gustativas en la mucosa de la lengua también pueden generar impulsos en las regiones rostrales del tracto solitario. Las fibras eferentes se distribuyen al núcleo del tracto solitario.

## Sinónimos
hay numeroso sinónimos para el tramo solitario: 
- Fascículo redondo (latín: fasciculus rotundus)
- Fascículo solitario (latín: fasciculus solitarius)
- Paquete solitario (latín: funiculus solitarius)
- Paquete respiratorio de Gierke (llamado así por el anatomista alemán Hans Paul Bernhard Gierke).[1]
- Paquete respiratorio Krause (llamado así por el anatomista alemán Johann Friedrich Wilhelm Krause).